# George Willis Kirkaldy
George Willis Kirkaldy (né en 1873, mort le 2 février 1910) est un entomologiste anglais.
Il est connu pour avoir travaillé sur les Fulgoroidea pour le compte de l'association des planteurs de canne à sucre d’Hawaï, aux États-unis.

## Publications
- (en) Kirkaldy, G.W. 1897. Synonymic notes on aquatic Rhynchota. Entomologist, 30: 258–260.
- (en) Kirkaldy, G.W. 1903. On the nomenclature of the genera of the Rhynchota; Heteroptera and Auchenorrhynchous Homoptera. Entomologist, 36: 213–216 BHL and 230-233.
- (en) Kirkaldy, G.W. 1909. On a new derbid homopteron from New Zealand and notes on other Hemiptera. Proceedings of the Hawaiian Entomological Society, 2(2): 80–81.
- (en) Kirkaldy, G.W. 1909b. Catalogue of the Hemiptera (Heteroptera). 1. Cimicidae. 392 pp. Felix L. Dames (Berlin).